# Forçage
En agriculture et horticulture, le forçage est une technique de culture qui vise à faire pousser des plantes ou des champignons en dehors de leur saison normale de croissance, dans des structures adaptées (serre, chambre, cave, champignonnière). Ce résultat est obtenu généralement par la modification des conditions climatiques de la culture, principalement la température. C'est un ensemble de techniques qui remontent à plusieurs siècles : La Quintinie était par exemple arrivé à servir des asperges à Louis XIV en décembre.
Exemples de cultures forcées : les endives (ou chicons), les pissenlits.